# Alphonse De Waelhens
Alphonse Marie Adolphe  De Waelhens (1911-1981) est un philosophe belge, professeur des sections francophone et néerlandophone à l'Université de Louvain. Il est connu comme spécialiste de la pensée d'Heidegger et d'Husserl, et plus généralement, de la phénoménologie.

## Biographie
Spécialiste de phénoménologie, il est l'un des premiers philosophes de langue française à consacrer sa thèse à Martin Heidegger qu'il contribua toute sa vie à faire connaître en France en étant l'un de ses premiers traducteurs, en collaboration avec Walter Biemel et Rudolf Boehm. Il consacra également des études à Edmund Husserl et Maurice Merleau-Ponty. Au fil du temps, il s'est de plus en plus intéressé à la psychanalyse et en particulier à la psychose. D'obédience lacanienne et chrétienne, il fréquente la Société française de psychanalyse et l'école belge de psychanalyse qui réunit Antoine Vergote, Maurice Dugautiez ou encore Jacques Schotte, lui aussi professeur à l'université de Louvain.

## Publications

### Ouvrages
- La Philosophie de Martin Heidegger, Louvain, Éditions de l'Institut supérieur de philosophie, 1942.
- Heidegger et Sartre, en Deucalion[3] Cahiers de philosophie. No. 1, Jean Wahl [dir.]. Éd. de la revue "Fontaine", Paris 1946
- avec Jean Wahl, Jeanne Hersch et Emmanuel Levinas, Le Choix, le monde, l'existence (J. Wahl, « Les Philosophies dans le monde d'aujourd'hui » ; A. de Waelhens, « De la phénoménologie à l'existentialisme » ; J. Hersch, « Discontinuité des perspectives humaines » ; E. Levinas, « Le Temps et l'autre », Grenoble, B. Arthaud, 1947.
- Une philosophie de l'ambiguïté. L'existentialisme de Maurice Merleau-Ponty, Louvain, Publications universitaires de Louvain, 1951.
- Phénoménologie et vérité. Essai sur l'évolution de l'idée de vérité chez Husserl et Heidegger, Paris, Presses universitaires de France, 1953.
- Chemins et impasses de l'ontologie Heideggerienne. À propos des 'Holzwege' , 1953
- Existence et signification, Louvain, E. Nauwelaerts ; Paris, Béatrice-Nauwelaerts, 1958.
- La Philosophie et les expériences naturelles, La Haye, M. Nijhoff, « Phaenomenologica, collection publiée sous le patronage des Centres d'Archives-Husserl », 9, 1961.
- La Psychose. Essai d'interprétation analytique et existentiale, Louvain, Nauwelaerts, 1971.
- Le Duc de Saint-Simon. Immuable comme dieu et d'une suite enragée, Bruxelles, Facultés Saint-Louis, 1981.

### Traductions
- Martin Heidegger, De l'essence de la vérité, Nauwelaerts, Louvain, 1948 (introduction et traduction, avec W. Biemel). Rééd. in Questions I, 1968.
- Martin Heidegger, Kant et le problème de la métaphysique, Gallimard, Paris, 1953 (introduction et traduction, avec W. Biemel). Rééd. coll. Tel, 1981.
- Frederik Buytendijk, La femme, ses modes d'être, de paraître, d'exister. Essai de psychologie existentielle, Desclée de Brouwer, Bruges, 1957 (avec R. Micha).
- Martin Heidegger, L'Être et le temps, Gallimard, Paris, 1964 (traduction des §§ 1-44, avec R. Boehm).